# IFA H6

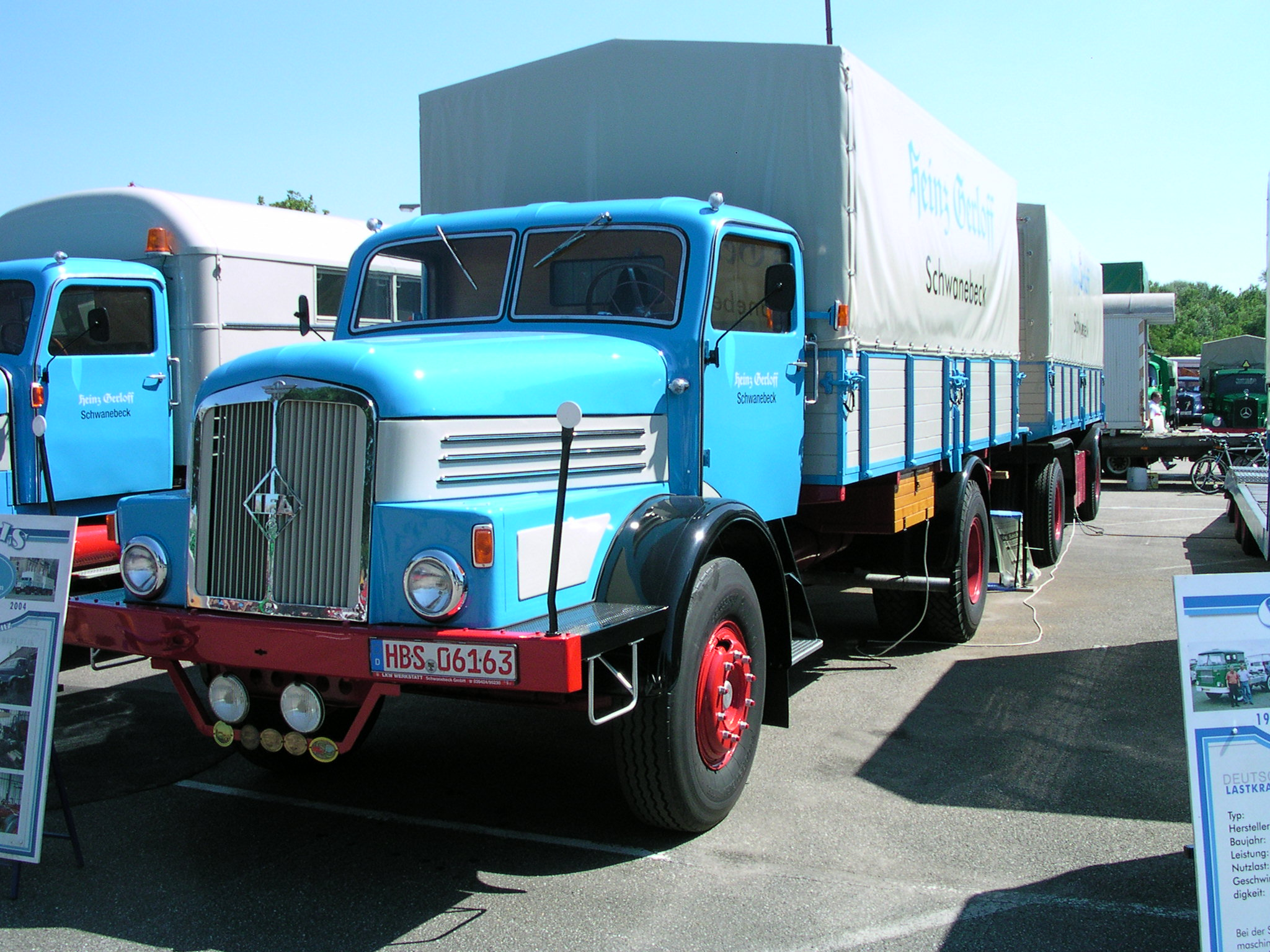
IFA H6 valník s plachtou

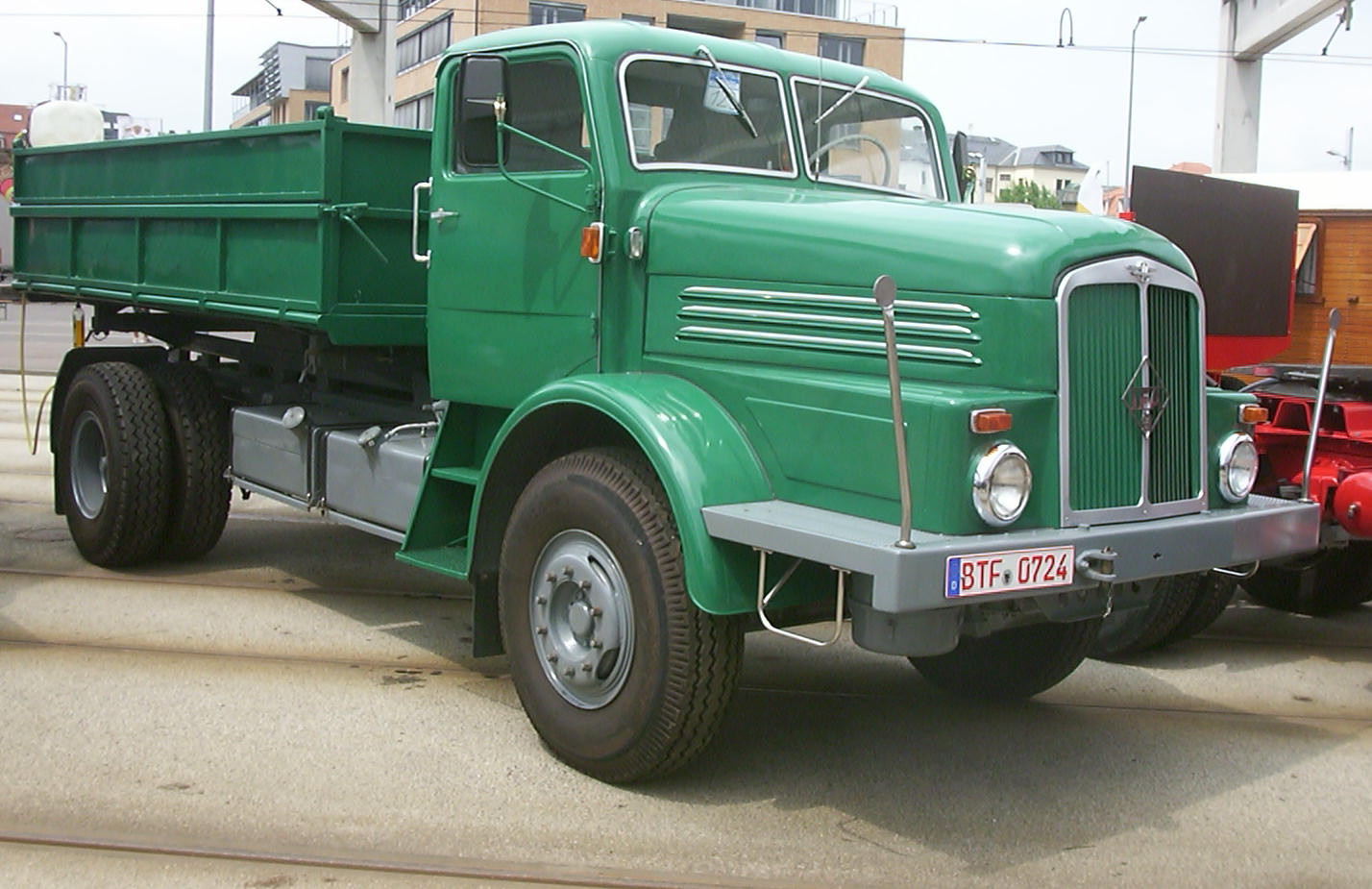
IFA H6 sklápěč

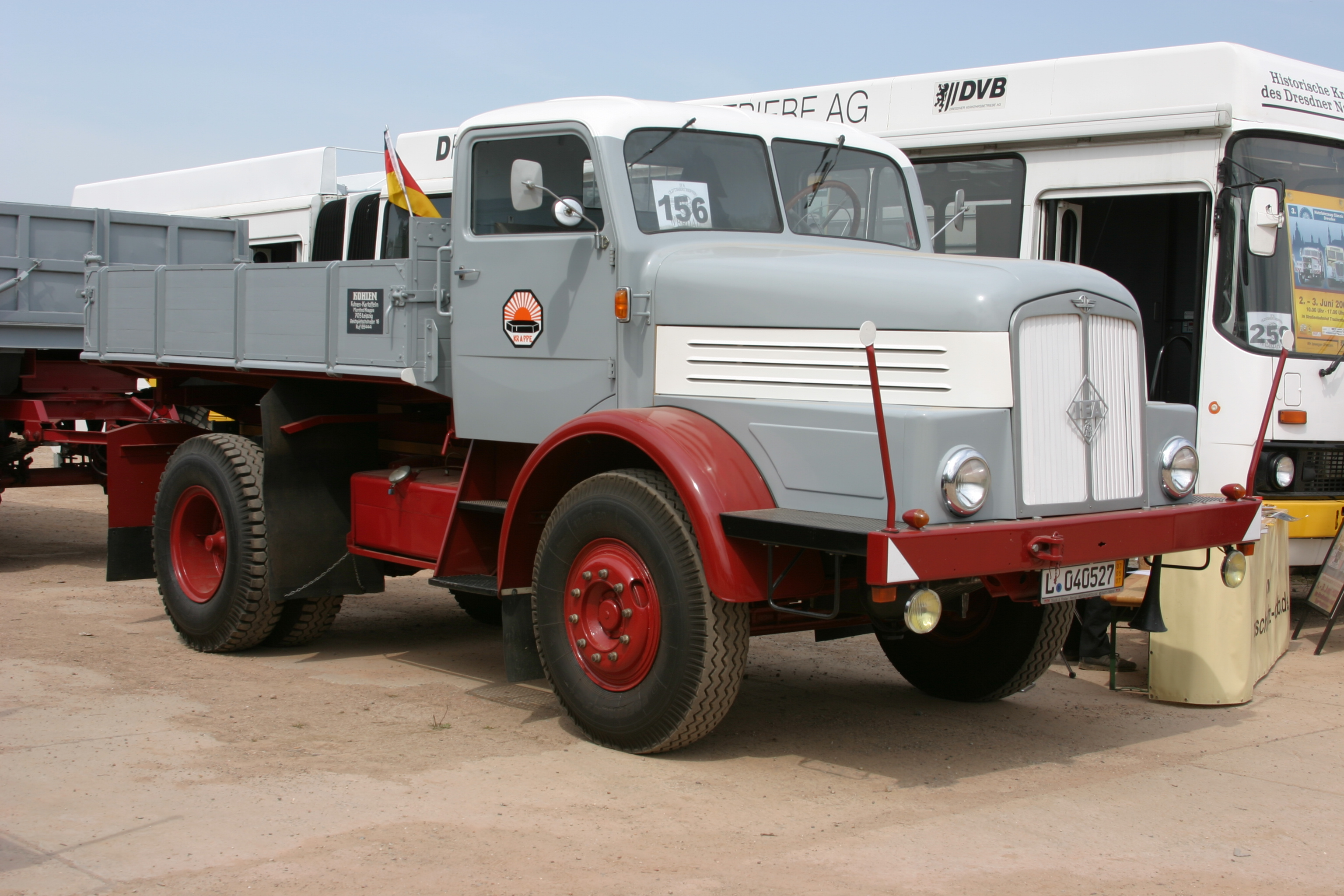
IFA H6 tahač

IFA H6 byl nákladní automobil střední nosnosti, vyráběný v bývalé NDR. Byl vyvinut a vyráběn souběžně s typem IFA H3A jako jeho výkonnější verze.

## Historie
Vývoj tohoto nákladního automobilu začal v době druhé světové války u firmy Vomag (Vogtlandische Maschinenfabrik AG). Vybavení továrny Vomag bylo krátce po skončení války sovětskými okupačními vojsky demontováno a budovy zbourány. Proto byl další vývoj přenesen do automobilek Auto Union a Horch.
Poprvé byl vůz představen na jarním Lipském veletrhu v roce 1951. Výroba běžela v letech 1952 až 1959 v podniku VEB Kraftfahrzeugwerk Ernst Grube, Werdau, který byl součástí kombinátu IFA. Šlo o podnik, který do roku 1945 fungoval pod názvem Schumann-Werke Werdau. Průběžně bylo vyráběno 100 vozů měsíčně.
IFA H6 byl ve své době v NDR vůz s největší nosností a vyznačoval se velmi dobrou spolehlivostí. Po zastavení výroby byly jako náhrada těchto těžkých nákladních vozů dováženy v malých počtech sedlové tahače firmy Gräf & Stift. Zastavení výroby vycházelo z rozhodnutí RVHP, podle kterého měly být těžké nákladní vozy vyráběny v jiných zemích a do NDR dováženy. Mezi jinými to byly vozy Tatra a později také Kamaz. 
Vozy IFA H6 byly běžně k vidění na silnicích NDR od padesátých do sedmdesátých let 20. století, stejně jako autobusová varianta IFA H6B.
Následujícím typem měl být vůz vyvíjený pod označením IFA N7. Po vyrobení dvou prototypů ale byl vývoj podle rozhodnutí RVHP zastaven, protože NDR neměla vyrábět žádné těžké nákladní automobily. 

## Konstrukce
Vůz IFA H6 byl dvounápravový, pohon zadní nápravy kardanovým hřídelem. Kabina řidiče byla až za motorem. Autobusy a některá speciální vozidla byla ale vyrobena jako trambusová.
- Převodovka pětistupňová se suchou spojkou.
- Užitečná hmotnost: 6 tun.
- Nejvyšší rychlost na silnici: 54 km/h, se zadní nápravou z H6B asi 80 km/h.
- Běžná provedení: sklápěč, skříňový automobil, stěhovací automobil, valník s plachtou, tahač (na zkráceném podvozku), podvozek pro autojeřáb a další.

Většina vozů byla dodána s vodou chlazeným šestiválcem typu EM 6-20 z Werdau s objemem 9 036 cm³ a výkonem 120 ks (88 kW). Poměrně brzy byl k dispozici i odvozený výkonnější motor s objemem 9 840 cm³ a výkonem 150 ks (110 kW), ale dostupné převodovky nedokázaly takový výkon přenést. Sériově se výkonnější motory začaly montovat teprve s novými převodovkami. V rámci generálních oprav dostávaly potom všechny vozy výkonnější motory. V závodu na výrobu motorů ve Schönebecku byl na základě motoru H6 vyvinut agregát 6VD14,5/12-1SRW s výkonem 190 ks (140 kW). Ten byl určený k pohonu stavebních a zemědělských strojů. Protože hmotnost tohoto nejvýkonnějšího motoru se jen nepatrně lišila od hmotnosti originálu, bylo mnoho vozů vybaveno právě motorem se 190 ks.
Automobily H6 a G5, vyráběné ve Werdau ve stejnou dobu, využívaly mnoho stejných dílů a podskupin. Oproti vozu G5 byl ale H6 určen vyloženě pro civilní využití.

## Další vývoj
Při vývoji autojeřábů řady Panther byly využity právě konstrukční skupiny voz H6. Z typu H6 vycházel typ IFA N7 se sníženým rámem, ale jeho vývoj nepřesáhl prototypové stadium.
Jako následovník H6 byl vyvíjen typ AZ57, jeho vývoj byl dokončen v roce 1959 a byl připraven do sériové výroby. Na rozdíl od H6 byl AZ57 vůz s trambusovou kabinou. Sériová produkce naplánovaná od roku 1960 se ale nerozběhla, protože produkce nákladních automobilů nad 5 tun nosnosti a autobusů byla v rámci RVHP přidělena jiným zemím.